# Johann Gottlieb Graun
Johann Gottlieb Graun (ur. 28 października 1703 w Wahrenbrück, zm. 27 października 1771 w Berlinie) – niemiecki kompozytor późnego baroku i wczesnego klasycyzmu.

## Życiorys
Johann Gottlied Graun urodził się w Wahrenbrück. Jego brat Carl Heinrich Graun był również kompozytorem i śpiewakiem.
Studiował wraz z innymi wybitnymi kompozytorami jak: Johann Georg Pisendel (Drezno) czy Giuseppe Tartini (Praga). Następnie otrzymał stanowisko koncertmistrza w Merseburgu w roku 1726 i sam zaczął nauczać gry na skrzypcach. Do jego uczniów należeli Wilhelm Friedemann Bach i František Benda. Już w roku 1732 pracował dla pruskiego następcy tronu, Fryderyka. Gdy Fryderyk został królem Prus w 1740 roku, uczynił Grauna koncertmistrzem świeżo otwartej opery w Berlinie.